# New Zealand Kennel Club

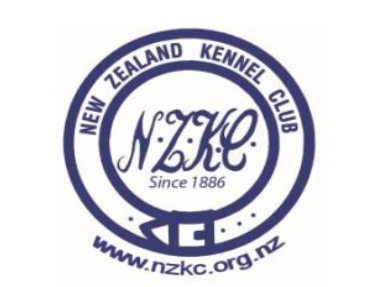
Logo de New Zealand Kennel Club

La New Zealand Kennel Club es el principal Kennel Club responsable del registro de pedigrís de perros en Nueva Zelanda. 
Además, proporcionan servicios de entrenamiento, juicios a perros de exposición y muchos más otros servicios referentes a los concursos y exposiciones caninas.
Esta organización fue creada en 1886. 